# سوفی والتون
سوفی والتون (انگلیسی: Sophie Walton؛ زادهٔ ۷ نوامبر ۱۹۸۹) بازیکن سابق فوتبال اهل انگلستان است که در پست هافبک بازی می‌کرد.
او برای لیدز یونایتد، نوتس کانتی، دانکاستر روورز بلز و شفیلد یونایتد و تیم ملی جوانان انگلستان بازی کرد.